# 오성장군 김홍일
《오성장군 김홍일》은 한국방송공사 1TV 특집드라마이다.

## 기획의도
조인쾌지본을 좌우명으로 삼아온 김홍일 장군의 일대기를 그린 드라마

## 제작진
- 연출 : 전세권

## 출연진
- 강계식
- 강민호 : 이범석 역
- 곽경호나
- 권성덕
- 기정수
- 김성겸
- 김성원
- 김세윤
- 민지환
- 박근형
- 박용식
- 선동혁
- 이치우
- 장순국
- 한혜숙